# HD184471
HD184471 — хімічно пекулярна зоря спектрального класу A9, що має видиму зоряну величину в смузі V приблизно  9,0.
Вона  розташована на відстані близько 1045,4 світлових років від Сонця.

## Пекулярний хімічний склад
Зоряна атмосфера HD184471 має підвищений вміст 
Cr
.